# Bernardo Guadagni

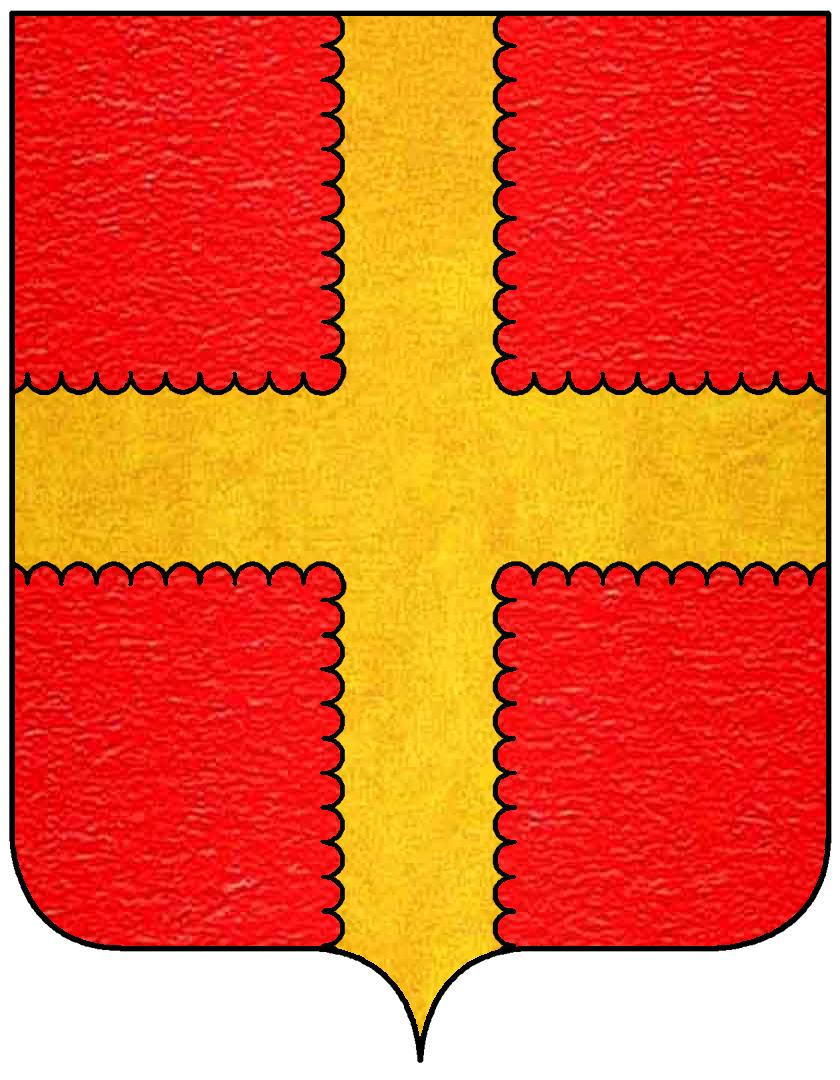
Stemma Guadagni

Bernardo Guadagni (Firenze, 1367 – Pisa, 1434) è stato un banchiere e politico italiano.

## Biografia
Nacque da Vieri (morto nel 1368) e da Bernarda, detta Lulla, figlia di Andrea Rucellai. 
Il 1° gennaio 1394 divenne gonfaloniere di Compagnia e dal 15 dicembre seguente uno dei Dodici buonuomini (carica che rivestì nuovamente nel 1403). Dal 1° marzo 1396 acquisì il priorato (che rivestì anche nel 1402) e, nello stesso anno, il 9 ottobre, fu eletto capitano della Romagna fiorentina. Nel 1398 fu Podestà a Castiglion Fiorentino. 
Fu ambasciatore presso il re di Francia Carlo VI (1404) e presso gli Antipapi Alessandro V (1410) e Giovanni XXIII (1413) 
Il 1º gennaio 1411 fu eletto Gonfaloniere di Giustizia; sotto il suo mandato fu stipulata la pace con il re di Napoli Ladislao d'Angiò, che portò a Firenze l'acquisizione di Cortona, Pierle e Mercatale. 
Seguirono altri incarichi, fra cui quello di Podestà a Pisa nel 1416; nel 1421-22 fu ambasciatore in Provenza presso Iolanda d'Angiò. 
Parallelamente all'ascesa politica, si consolidava la fortuna economica del Guadagni, basata sul commercio e soprattutto sull'attività bancaria da lui esercitati non solo a Firenze, ma anche a Roma e in Provenza. 
Fu ancora Gonfaloniere di Giustizia nel 1428 e nel 1433, quest'ultima volta grazie all'appoggio di Rinaldo degli Albizzi, su impulso del quale fece arrestare (7 settembre 1433) Cosimo de' Medici, al ritorno in città del quale, nell'ottobre 1434, il partito albizzesco perse il potere e Guadagni fu bandito in perpetuo dai pubblici uffici (3 novembre 1434), poco prima di morire, forse avvelenato. 

## Matrimoni e discendenza
Guadagni sposò in prime nozze nel 1385 Bartolomea di Gregorio Cardinali (?-1394), dalla quale ebbe:
- Antonio (morto in giovane età il 22 maggio 1408)
- Francesca, sposò in prime nozze Bernardo di Lamberto Lamberteschi e in seconde nozze Simone Guidalotti
- Nicola (?-1416), sposò Niccolosa di Paliano Falcucci ed ebbe un solo figlio, Vieri (morto infante)
- Piero (?-in giovane età dopo il 1411)
- Giovanni (morto in tenera età)

Si sposò una seconda volta nel 1395 con Francesca di Andrea di Bindo Bardi (?-5 settembre 1400), dalla quale non ebbe figli.
Nel 1401 passò a terze nozze con Giovanna di Filippo Ardinghelli, che gli sopravvisse. Loro figli furono:
- Filippo (11 marzo 1404-dopo il 1458), banchiere, bandito da Firenze nel 1434 e nel 1458, sposò nel 1429 Dianora di Giovanni Guicciardini e lasciò discendenza
- Antonio (1405-decapitato 4 settembre 1436), giustiziato con l'accusa di attività anti-fiorentine